# Přebor Jihomoravského kraje 2023/2024
V soubojích 64. ročníku Přeboru Jihomoravského kraje 2023/24 (jedna ze skupin 5. fotbalové ligy) se utkalo 16 týmů každý s každým dvoukolovým systémem podzim–jaro. Tento ročník začal v sobotu 12. srpna 2023 úvodními šesti duely předehrávaného 2. kola a skončil v sobotu 15. června 2024 zbývajícími pěti zápasy 30. kola.

## Nové týmy v sezoně 2023/24
- Z Divize D 2022/23 ani z Divize E 2022/23 nesestoupilo do Jihomoravského krajského přeboru žádné mužstvo.
- Ze skupin I. A třídy Jihomoravského kraje 2022/23 postoupila mužstva TJ Rajhradice (vítěz skupiny A)[2] a TJ Sokol Pohořelice (vítěz skupiny B).[3]

## Nejlepší střelec
Nejlepším střelcem ročníku se stal Jindřich Stehlík ml. z FC Sparta Brno, který vstřelil 27 branek ve 30 startech. Obhájil tak prvenství z ročníku 2022/23.

## Konečná tabulka
| Poř. | Tým                      | Z  | V  | R | P  | VG | OG | B  |
| ---- | ------------------------ | -- | -- | - | -- | -- | -- | -- |
| 1.   | FC Kuřim                 | 30 | 24 | 2 | 4  | 89 | 26 | 74 |
| 2.   | FC Boskovice-Letovice    | 30 | 20 | 6 | 4  | 77 | 35 | 66 |
| 3.   | FC Sparta Brno           | 30 | 20 | 5 | 5  | 74 | 34 | 65 |
| 4.   | TJ Tatran Rousínov       | 30 | 15 | 3 | 12 | 58 | 34 | 48 |
| 5.   | SK Olympia Ráječko       | 30 | 15 | 3 | 12 | 54 | 39 | 48 |
| 6.   | FK Kunštát               | 30 | 13 | 9 | 8  | 53 | 43 | 48 |
| 7.   | SK Krumvíř               | 30 | 15 | 1 | 14 | 72 | 64 | 46 |
| 8.   | TJ Sokol Pohořelice (N)  | 30 | 12 | 4 | 14 | 51 | 65 | 40 |
| 9.   | FK SK Bosonohy           | 30 | 10 | 5 | 15 | 37 | 65 | 35 |
| 10.  | FC Dosta Bystrc-Kníničky | 30 | 9  | 7 | 14 | 39 | 42 | 34 |
| 11.  | FC Svratka Brno          | 30 | 9  | 6 | 15 | 43 | 49 | 33 |
| 12.  | FK Baník Ratíškovice     | 30 | 10 | 3 | 17 | 49 | 86 | 33 |
| 13.  | SK Moravská Slavia Brno  | 30 | 8  | 7 | 15 | 38 | 56 | 31 |
| 14.  | TJ Moravan Lednice       | 30 | 9  | 3 | 18 | 44 | 63 | 30 |
| 15.  | TJ Rajhradice (N)        | 30 | 7  | 9 | 14 | 37 | 57 | 30 |
| 12.  | FK Mutěnice              | 30 | 4  | 7 | 19 | 27 | 84 | 19 |

Poznámky:
- Z – Odehrané zápasy; V – Vítězství; R – Remízy; P – Prohry; VG – Vstřelené góly; OG – Obdržené góly; B – Body; (S) – Mužstvo sestoupivší z vyšší soutěže; (N) – Mužstvo postoupivší z nižší soutěže (nováček)
- O pořadí na 4. až 6. místě rozhodl vyšší rozdíl celkového skóre (TJ Tatran Rousínov +24, SK Olympia Ráječko +15 a FK Kunštát +10)[1]
- O pořadí na 11. a 12. místě rozhodl vyšší rozdíl celkového skóre (FC Svratka Brno −6 a FK Baník Ratíškovice −37)[1]
- O pořadí na 14. a 15. místě rozhodl vyšší rozdíl celkového skóre (TJ Moravan Lednice −19 a TJ Rajhradice −20)[1]

|  | Postup do Divize D 2024/25                                |
|  | Sestup do I. A třídy Jihomoravského kraje – sk. B 2024/25 |